# Campeonato Mundial de Atletismo de 2019 - 3000 m com obstáculos feminino
A competição dos 3000 metros com obstáculos feminino no Campeonato Mundial de Atletismo de 2019 foi realizada no Estádio Internacional Khalifa, em Doha, no Catar, entre os dias 27 e 30 de setembro.

## Recordes
Antes da competição, os recordes eram os seguintes: 
| Recorde mundial                               | Beatrice Chepkoech (KEN)       | 8:44.32 | Mónaco                    | 20 de julho de 2018  |
| Recorde do campeonato                         | Emma Coburn (USA)              | 9:02.58 | Londres, Grã Bretanha     | 11 de agosto de 2017 |
| Melhor marca do ano                           | Beatrice Chepkoech (KEN)       | 8:55.58 | Palo Alto, Estados Unidos | 30 de junho de 2019  |
| Recorde africano                              | Beatrice Chepkoech (KEN)       | 8:44.32 | Mónaco                    | 20 de julho de 2018  |
| Recorde asiático                              | Ruth Jebet (BHR)               | 8:52.78 | Saint-Denis, França       | 27 de agosto de 2016 |
| Recorde da América do Norte, Central e Caribe | Courtney Frerichs (USA)        | 9:00.85 | Mónaco                    | 20 de julho de 2018  |
| Recorde sul-americano                         | Belén Casetta (ARG)            | 9:25.99 | Londres, Grã Bretanha     | 11 de agosto de 2017 |
| Recorde europeu                               | Gulnara Samitova-Galkina (RUS) | 8:58.81 | Pequim, China             | 17 de agosto de 2008 |
| Recorde da Oceania                            | Genevieve Lacaze (AUS)         | 9:14.28 | Saint-Denis, França       | 27 de agosto de 2016 |

Os seguintes recordes mundiais ou olímpicos foram estabelecidos durante esta competição:
| Data           | Evento | Atleta                   | Tempo   | Notas                 |
| -------------- | ------ | ------------------------ | ------- | --------------------- |
| 30 de setembro | Final  | Beatrice Chepkoech (KEN) | 8:57.84 | Recorde do campeonato |

## Medalhistas
| Ouro                     | Prata             | Bronze                      |
| Beatrice Chepkoech (KEN) | Emma Coburn (USA) | Gesa Felicitas Krause (GER) |

## Tempo de qualificação
| Tempo de qualificação |
| --------------------- |
| 9:40.00               |

## Calendário
| Data                   | Horário | Fase          |
| ---------------------- | ------- | ------------- |
| 27 de setembro de 2019 | 18:55   | Eliminatórias |
| 30 de setembro de 2019 | 21:50   | Final         |

Todos os horários estão no horário local (UTC+3)

## Resultados

### Eliminatórias
Qualificação: Três primeiros de cada bateria (Q) e os seis melhores tempos (q) das eliminatórias. 
| Pos. | Bateria | Atleta                      | Nacionalidade   | Tempo    | Notas                |
| ---- | ------- | --------------------------- | --------------- | -------- | -------------------- |
| 1    | 2       | Beatrice Chepkoech          | Quênia          | 9:18.01  | Q                    |
| 2    | 2       | Courtney Frerichs           | Estados Unidos  | 9:18.42  | Q                    |
| 3    | 2       | Gesa Felicitas Krause       | Alemanha        | 9:18.82  | Q                    |
| 4    | 2       | Anna Emilie Møller          | Dinamarca       | 9:18.92  | q,                   |
| 5    | 1       | Peruth Chemutai             | Uganda          | 9:21.98  | Q                    |
| 6    | 1       | Emma Coburn                 | Estados Unidos  | 9:23.40  | Q                    |
| 7    | 1       | Celliphine Chepteek Chespol | Quênia          | 9:24.22  | Q                    |
| 8    | 1       | Mekides Abebe               | Etiópia         | 9:27.61  | q,                   |
| 9    | 1       | Genevieve Gregson           | Austrália       | 9:27.74  | q,                   |
| 10   | 2       | Luiza Gega                  | Albânia         | 9:28.32  | q                    |
| 11   | 1       | Karoline Bjerkeli Grøvdal   | Noruega         | 9:28.84  | q                    |
| 12   | 3       | Hyvin Kiyeng                | Quênia          | 9:29.15  | Q                    |
| 13   | 3       | Winfred Mutile Yavi         | Bahrein         | 9:29.40  | Q                    |
| 14   | 3       | Maruša Mišmaš               | Eslovênia       | 9:29.68  | Q                    |
| 15   | 1       | Geneviève Lalonde           | Canadá          | 9:30.01  | q                    |
| 16   | 2       | Elizabeth Bird              | Grã-Bretanha    | 9:30.13  | Recorde pessoal      |
| 17   | 2       | Allie Ostrander             | Estados Unidos  | 9:30.85  | Recorde pessoal      |
| 18   | 3       | Fancy Cherono               | Quênia          | 9:32.34  |                      |
| 19   | 3       | Yekaterina Ivonina          | Atletas Neutros | 9:35.59  | Recorde da temporada |
| 20   | 3       | Irene Sánchez-Escribano     | Espanha         | 9:37.34  |                      |
| 21   | 1       | Aimee Pratt                 | Grã-Bretanha    | 9:38.91  | Recorde pessoal      |
| 22   | 3       | Zerfe Wondemagegn           | Etiópia         | 9:40.92  |                      |
| 23   | 1       | Xu Shuangshuang             | China           | 9:42.23  |                      |
| 24   | 1       | Adva Cohen                  | Israel          | 9:42.92  |                      |
| 25   | 3       | Zhang Xinyan                | China           | 9:43.75  |                      |
| 26   | 1       | Anna Tropina                | Atletas Neutros | 9:44.06  |                      |
| 27   | 2       | Paige Campbell              | Austrália       | 9:44.80  | Recorde pessoal      |
| 28   | 1       | Alicja Konieczek            | Polónia         | 9:44.96  |                      |
| 29   | 3       | Belén Casetta               | Argentina       | 9:45.07  |                      |
| 30   | 2       | Michelle Finn               | Irlanda         | 9:47.44  |                      |
| 31   | 3       | Marwa Bouzayani             | Tunísia         | 9:47.78  |                      |
| 32   | 1       | Özlem Kaya                  | Turquia         | 9:48.08  |                      |
| 33   | 3       | Regan Yee                   | Canadá          | 9:48.56  |                      |
| 34   | 3       | Rosie Clarke                | Grã-Bretanha    | 9:49.18  |                      |
| 35   | 2       | Lomi Muleta                 | Etiópia         | 9:49.28  |                      |
| 36   | 3       | Georgia Winkcup             | Austrália       | 9:50.21  |                      |
| 37   | 2       | Viktória Wagner-Gyürkés     | Hungria         | 9:52.11  |                      |
| 38   | 2       | Camilla Richardsson         | Finlândia       | 9:53.06  |                      |
| 39   | 2       | Reimi Yoshimura             | Japão           | 9:55.72  |                      |
| 40   | 2       | Maria Bernard-Galea         | Canadá          | 9:57.03  |                      |
| 41   | 1       | Ophélie Claude-Boxberger    | França          | 10:05.10 |                      |
| 42   | 2       | Tuğba Güvenç                | Turquia         | 10:13.79 |                      |
| 43   | 3       | Colleen Quigley             | Estados Unidos  | DNS      |                      |

### Final
A final ocorreu dia 30 de setembro às 21:50. 
| Pos.              | Atleta                      | Nacionalidade  | Tempo   | Notas                 |
| ----------------- | --------------------------- | -------------- | ------- | --------------------- |
| Medalha de ouro   | Beatrice Chepkoech          | Quênia         | 8:57.84 | Recorde do campeonato |
| Medalha de prata  | Emma Coburn                 | Estados Unidos | 9:02.35 | Recorde pessoal       |
| Medalha de bronze | Gesa Felicitas Krause       | Alemanha       | 9:03.30 | Recorde nacional      |
| 4                 | Winfred Mutile Yavi         | Bahrein        | 9:05.68 | Recorde pessoal       |
| 5                 | Peruth Chemutai             | Uganda         | 9:11.08 | Recorde da temporada  |
| 6                 | Courtney Frerichs           | Estados Unidos | 9:11.27 |                       |
| 7                 | Anna Emilie Møller          | Dinamarca      | 9:13.46 | Recorde nacional      |
| 8                 | Hyvin Kiyeng                | Quênia         | 9:13.53 |                       |
| 9                 | Luiza Gega                  | Albânia        | 9:19.93 | Recorde nacional      |
| 10                | Genevieve Gregson           | Austrália      | 9:23.84 | Recorde da temporada  |
| 11                | Mekides Abebe               | Etiópia        | 9:25.66 | Recorde da temporada  |
| 12                | Maruša Mišmaš               | Eslovênia      | 9:25.80 |                       |
| 13                | Karoline Bjerkeli Grøvdal   | Noruega        | 9:29.41 |                       |
| 14                | Geneviève Lalonde           | Canadá         | 9:32.92 |                       |
| 15                | Celliphine Chepteek Chespol | Quênia         | DNF     | DNF                   |

Legenda
| Recorde mundial       | Recorde mundial (World record)               |                       | Recorde africano                      | Recorde africano (African) |                                           | Q | Classificado por posição (Qualified) |
| Recorde do campeonato | Recorde do campeonato (Championship record)  | Recorde da América    | Recorde da América (Americas)         | q                          | Classificado por melhor tempo (Qualified) |   |                                      |
| Melhor marca do ano   | Melhor marca do ano (World leading)          | Recorde asiático      | Recorde asiático (Asian)              | DNS                        | Não largou (Did not start)                |   |                                      |
| Recorde nacional      | Recorde nacional (National record)           | Recorde europeu       | Recorde europeu (European)            | DNF                        | Não terminou (Did not finish)             |   |                                      |
| Recorde pessoal       | Recorde pessoal do atleta (Personal best)    | Recorde da Oceania    | Recorde da Oceania (Oceania)          | DSQ / DQ                   | Desclassificado (Disqualified)            |   |                                      |
| Recorde da temporada  | Recorde da temporada do atleta (Season best) | Recorde sul-americano | Recorde sul-americano (South America) | NM                         | Sem marca (No mark)                       |   |                                      |